# Vicente Reynés
Vicente Reynés Mimó (Deyá, España, 30 de julio de 1981) es un ciclista español que fue profesional entre 2003 y 2016.

## Biografía
Debutó como profesional en 2003 con el equipo L. A. Pecol. Destaca por su rapidez en las llegadas masivas y por lo bien que se maneja en las clásicas de pavés.
Posteriormente se involucró en el equipo Illes Balears. Después de unas temporadas en la estructura de Eusebio Unzué y José Miguel Echávarri, fichó en 2009 por el equipo con licencia americana Columbia.
En 2014 fichó por el equipo suizo IAM Cycling, corriendo tres temporadas hasta el final del año 2016. El 19 de diciembre de 2016 anunciaba que se retiraba del ciclismo profesional, poniendo fin a 13 temporadas en la élite.

## Palmarés
2005
- 1 etapa de la París-Niza

2007
- 1 etapa de la Challenge a Mallorca
- Circuito de Guecho

## Resultados en Grandes Vueltas
| Carrera | Carrera         | 2003 | 2004 | 2005 | 2006 | 2007 | 2008 | 2009  | 2010  | 2011 | 2012 | 2013  | 2014 | 2015 | 2016 |
| ------- | --------------- | ---- | ---- | ---- | ---- | ---- | ---- | ----- | ----- | ---- | ---- | ----- | ---- | ---- | ---- |
|         | Giro de Italia  | —    | —    | Ab.  | —    | —    | —    | —     | 117.º | —    | —    | 109.º | —    | —    | —    |
|         | Tour de Francia | —    | —    | —    | —    | —    | —    | —     | —     | —    | —    | —     | —    | —    | —    |
|         | Vuelta a España | —    | —    | —    | —    | —    | —    | 103.º | —     | 87.º | 82.º | Ab.   | 61.º | 86.º | Ab.  |

—: no participa

Ab.: abandono

## Equipos
- LA Aluminios-Pecol-Bombarral-Calbrita (2003)
- Illes Balears/Caisse d'Epargne (2004-2007)
  - Illes Balears-Banesto (2004)
  - Illes Balears-Caisse d'Epargne (2005)
  - Caisse d'Epargne-Illes Balears (2006)
  - Caisse d'Epargne (2007)
- Team HTC-Columbia (2008-2010)
  - Team High Road (hasta junio) (2008)
  - Team Columbia (2008)
  - Team Columbia-High Road (hasta junio) (2009)
  - Team Columbia-HTC (2009)
  - Team HTC-Columbia (2010)
- Omega Pharma/Lotto (2011-2013)
  - Omega Pharma-Lotto (2011)
  - Lotto Belisol Team (2012)
  - Lotto Belisol (2013)
- IAM Cycling (2014-2016)